# Jacques de Chambray
Pour les articles homonymes, voir Chambray (homonymie).
Le vicomte Jacques II de Chambray, né le 21 août 1754 à Gouville (Eure), où il est mort le 13 août 1836, est un militaire français, député suppléant avant d'émigrer et de participer à la contre-révolution (sous l'alias le chouan). En tant que maire pendant 32 ans, il contribua au développement de sa commune de naissance.

## Biographie

### Famille
Jacques est le fils (3e lit) de Louis de Chambray et Jacqueline Anne Madeleine de Bernard. Il a une sœur aînée Louise et un frère Bernard.
Jacques, vicomte de Chambray est le petit neveu et filleul du bailly de Chambray, son grand oncle Jacques-François, le Rouge de Malte, qui a laissé son nom à un fort célèbre de l'île maltaise de Goze et un souvenir inaltérable de l'ordre de Malte.
Il épouse Antonine (Marie Antoinette) Gougenot des Mousseaux le 1er mars 1780, nièce de l'abbé Louis Gougenot et de Georges Gougenot de Croissy. Ils ont quatre enfants :
1° Georges, marquis de Chambray (1783-1848) . Sa carrière militaire l'amène au généralat et il rédige des ouvrages de nature historique ; chevalier de la Légion d'honneur ;
2° Édouard, comte de Chambray (né le 16 septembre 1786 à La Bellière (Orne), mort le 4 février 1850 à Paris). Il a fait la guerre avec le grade de lieutenant en Allemagne, en Pologne et en Espagne, où il eut le bras droit emporté à la bataille de Talavera (1809) ; sous-préfet de l'arrondissement d'Argentan entre 1815 et 1825 et nommé chevalier de la Légion d'honneur du 24 avril 1810 ; (Charlotte Françoise de Chambray marraine + parent Roger Gougenot des Mousseaux) - Fils : Raoul Pierre comte de Chambray (18 mars 1834 - 31 octobre 1885) - chevalier de la Légion d'honneur du 14 août 1865  ; 
3° Sophie, née le 16 octobre 1784 à La Bellière (Orne), qui épouse Henri des Rotours ;
4° Adèle, née le 22 septembre 1788, qui épouse le comte de l'Espinasse (branche de Chambray), seigneurs de Ponssay en Vendômois.

### Carrière militaire
Jacques de Chambray est reçu chevalier de Malte à l'âge de 7 mois. À 16 ans, il prend la mer à Marseille et débarque à La Valette, port de cette île incontournable de la Méditerranée. Il y apprend le métier des armes en servant dans la flotte de l'Ordre. Il participe au siège de Tunis, combat presque enfant contre les Barbaresques, visite l'Italie, la Corse, la Sardaigne, la Sicile… Il est promu lieutenant de vaisseau. Son père le rappelle alors en France en 1774 : il a 19 ans. Il gravit dans l'armée royale tous les grades jusqu'à celui d'officier supérieur d'un régiment de chevau-légers. Il aura connu la vie des garnisons quand il prend sa retraite militaire en 1783.

### La Révolution
La Révolution approche. Jacques et son frère Louis François participent à la rédaction des cahiers de la noblesse en vue des États Généraux. Il est député suppléant à l'assemblée constituante pour le bailliage d'Alençon, où il demeure. Dans les parages du fief de Bures, on conserve la trace de son passage grâce à la mémoire des lieux du manoir de la Grande-Rosière à Montchevrel.
Il devient syndic du district d'Argentan. Il est même l'un des commissaires nommés pour la division de la Province en départements. 
L'abolition des privilèges, le 4 août 1789, l'amène à ne pas siéger à l'Assemblée constituante de 1789. Le vote de la constitution civile du clergé le 12 juillet 1790 le pousse à quitter la France et à émigrer, le jour de la Toussaint 1791.

### L'émigration
Il gagne Coblence, lieu de regroupement des émigrés. Il s'engage dans l'armée des princes qui, rattachée à l’armée prussienne, participe à la bataille de Valmy. Très rapidement, il est contraint de gagner l'Angleterre. Il trouve l'hospitalité à Reading, puis à Londres. Là, il connaît l'isolement et la misère et décide de gagner Saint-Domingue en mai 1795.
Puis il fait la première campagne de l'émigration ; il a sa part, en qualité d'aide-major général du comte d'Hervilly et décrit à sa façon le désastre de Quiberon auquel il participe avec 3 500 compagnons. Le 25 juin 1795, Lazare Hoche bloque l’invasion et, le 21 juillet, c'est la débandade. Au moment où il était refoulé jusqu'au fond de la presqu'île et sur le point de tomber entre les mains des républicains, il rencontre M. Brisson de Montalais, trésorier de l'armée, qui gardait cinq caisses contenant chacune 1 000 louis : ils les montrent aux Anglais qui envoient les prendre avec une chaloupe sur laquelle il parvient à s'embarquer.
Après cette désastreuse expédition, Jacques de Chambray est nommé commandant de l'île de Houat, située à trois quarts de lieues de la côte. Il revient en Angleterre où il est fait chevalier de Saint-Louis le 30 septembre 1795.
En passant par Jersey puis Chausey, il débarque à nouveau en novembre à Granville pour rejoindre les Chouans.

### L'expérience chouanne
Il est nommé président du conseil de l'armée royaliste de Normandie  que commande M. de Frotté en 1796, lequel doit souvent se déplacer entre la France et l'Angleterre. M. de Frotté lui confie une mission de pacification.  
Arrivant au château de Couterne, un émissaire de de Frotté lui apporte des dépêches, annonçant qu'au moment où il en prendrait connaissance, ce dernier serait à nouveau embarqué pour l'Angleterre. 
Le général républicain Dumesnil, impatient, envoie à ses trousses des troupes à cheval. Caché dans la forêt d'Ardennes et à l'aide des bois, il parvient jusqu'aux environs de Flers. Il ne comprend pas pourquoi son clan tente de l'éliminer. Il envoie l'agent du général qui lui sert de guide s'enquérir d'une réponse : on croyait à une trahison de sa part des intérêts communs en pacifiant. Ayant dissipé cette inquiétude, il rassemble tous les chefs et leur rend compte de sa conduite en justifiant qu'il ne nuit en aucune manière à celle qu'ils voudraient tenir.
Le général Dumesnil poursuit cependant son opération pacifique. Il envoie courriers sur courriers. Il fait afficher qu'il allait faire détruire les fours et les moulins. Les gens du pays se retirant chez eux, il ne reste plus que les officiers qui pacifient avec le général Victor, duc de Bellune.

### L'emprisonnement
Ne pouvant rentrer dans ses foyers par défiance à l'égard du gouvernement républicain — les lois sur l'émigration édictant la condamnation à la mort — il part à Rouen. Le maire de Fontenai lui délivre un passeport (acte de nature à compromettre l'édile). Avec Beaulieu, son domestique, tous deux parviennent un soir dans un village au nord de Gacé. Les autorités locales étaient à boire dans le cabaret où ils comptent coucher. Elles ne parlaient pas favorablement du parti royaliste ; elles disaient que l'on pouvait tuer sans risque ceux qui venaient de faire la paix. Se mêlant à la conversation, il se fait rapidement l'opinion que l'endroit est dangereux : les autorités buvaient toujours ; elles s'enhardissaient sur leur compte et elles commençaient à se dire que ces deux orsains pouvaient bien être des royalistes. Ils s'échappent préventivement par la fenêtre de leur chambre. 
Parvenu à Rouen le second jour, il reçoit un accueil des plus favorables de M. Portier, ancien financier (qui sera en 1812 receveur principal des douanes au Havre). Pareillement, à Rouen toujours, il est accueilli chez Mlle de Montbray et M. de Rareton. Se livrant à un peu de calme après de telles péripéties qui ne sont pas sans effets sur sa santé, il allait pêcher à la ligne dans les îles de la Seine en compagnie de son hôte.
Or, à l'aube d'un jour de l'été 1796, une troupe à pied vient l'arrêter et le mène à la prison de Saint-Lô. 
Tous ses papiers et effets sont saisis. Et sa cache est fouillée chez son ami Portier. Il avait sur lui le passeport du maire de Fontenai qu'il avala de crainte de le compromettre. Dans sa prison, il est mis tout de suite au secret. En guise de consolation, sa femme, son fils Georges et sa fille Sophie, MM. Portier et de Rareton peuvent lui rendre visite et apaiser les effets de sa maladie. Par ailleurs, il côtoie des gens incarcérés pour avoir servi la même cause. Un juge de paix, nommé Allaire, l'interroge nuit et jour, qui lui communique son chef d'inculpation, la suscription de sa lettre à lui adressée par de Frotté : « À M. le vicomte de Chambray, président du conseil de l'armée royaliste de Normandie. » C'est un certain Hardy, médecin à Rouen, membre de la Convention nationale qui, parti à Caen questionner l'imprudent messager Louis Picot (son penchant pour la boisson étant pain bénit pour les hommes de la sûreté ; il leur a donné son adresse), est venu le faire arrêter à Rouen. 
Après quatre mois passés en prison, des ordres tombent : juger tous les royalistes.

### L'exécution promise à Caen
Les papiers qui le concernaient et qui devaient parvenir à Caen mentionnaient : "Si vous ne le fusillez pas, renvoyez-le à Rouen, il le sera promptement."      
Dans ce contexte, Jacques de Chambray eut connaissance qu'on l'envoyait à Caen et conçut l'idée de se faire enlever sur la route. Sa femme l'y aida qui part à Caen où la rejoint la bonne de leurs enfants pour l'instruire de l'état de l'entreprise projetée. Il a à sa disposition un chef royaliste déterminé avec dix autres personnes pour lui rendre la liberté.  

### L'évasion
Deux gendarmes partent avec lui en cabriolet, payé à ses frais en considération de sa santé, le 31 décembre 1796, vers les dix heures du matin. Comme, de distance en distance, son escorte devait toujours être doublée, il est convenu d'un enlèvement dans la forêt de Moulineaux, à 10 km au sud-ouest de Rouen, avant la rencontre de la plus prochaine brigade.
Le signal convenu était un mouchoir blanc qu'il devait laisser traîner sur le devant de la voiture. Une petite troupe déguisée, sauf le chef, seul à visage découvert, le réclama au haut de la côte de Moulineaux. Un des gendarmes fait un mouvement sur ses armes ; craignant de se faire tuer, le détenu le saisit au cou. Ses libérateurs bien armés tiennent les deux gendarmes couchés en joue pendant qu'il descend de voiture, qu'il y remonte pour prendre un paquet de linge oublié et qu'il paye leur journée au postillon et aux gendarmes eux-mêmes.

### La fuite permanente
Il reste seul avec le chef qui l'a délivré ; les autres se dissipent dans la forêt. On lui donne un fusil à deux coups, et ils suivent un chemin droit. À dix heures du soir, il parvint à moitié mort en lieu sûr, chez un chef de colonne mobile qui a reçu ses ordres en conséquence pour le rechercher et le protéger.
Il reste deux mois chez lui. Il va ensuite dans diverses maisons aux environs. Il fait un joli jardin à La Galitrelle (ferme à Saint-Martin-la-Corneille, aujourd'hui réunie à La Saussaye), campagne de Mme de Franqueville.
Il finit par connaître les routes et se déplacer seul. Cette vie errante ne peut durer. La crainte est permanente même si l'opinion le reçoit partout où il va. Sa santé ne vaut rien ; il crache toujours le sang.

### Se rembarquer vers l'Angleterre
Le parti modéré vient de succomber à Paris. Dans cette nouvelle adversité, il ne peut mieux faire que de changer de place pour sa tranquillité et celle de ses hôtes.
Il retourne chez son premier bienfaiteur, toujours chef de colonne mobile ; il y revoit M. Davois de Kinkerville qu'il a connu à Falaise : il a fait un très bon mariage dans le pays de Caux et lui propose d'aller chez lui. Ils traversent la Seine à Vieux-Port, et arrivent chez le beau-père de son nouvel hôte, ancien chevalier de Saint-Louis, qui l'accueille à merveille, au Ménil près Lillebonne. Se trouvant très tranquille dans ce dernier asile, il put se soigner et rétablir facilement sa santé. Il travaille au jardin ; il a contracté l'habitude de vouloir toujours voir autour de lui.
Passé six semaines dans cet endroit, il apprend qu'un M. Mallet, de Genève, chef royaliste, s'en retourne en Angleterre. Il donne son fusil à M. Davois. Il prend une barque et rejoint M. Mallet sur la rivière de Seine. Il était embarqué sur un bâtiment marchand de Hambourg, chargé de graines de trèfle. Il lui dit qu'il lui en coûtera vingt-cinq louis pour être débarqué en Angleterre. Il en a vingt-huit, mais il compte sur des fonds en arrivant à sa destination.
Le bâtiment de Hambourg est fouillé devant Quillebeuf : ils sont à fond de cale et entendent les broches de fer des commis des douanes. Il se considéra heureux de s'éloigner de Quillebeuf pour entrer dans l'Océan. Le lendemain, ils sont en face de Calais ; la brise est forte, le capitaine veut y relâcher ; ils s'y opposent vigoureusement, et un bateau de douane anglais les protège pour entrer dans la Tamise. M. Mallet et lui sont jetés au village le plus voisin d'où l'on ne veut pas les laisser sortir sans un permis du gouvernement. Jacques de Chambray écrit à tout hasard à M. de Puisaye, sous le couvert de M. Windham, ministre de la guerre. Ils sont aussitôt réclamés et il se retrouve à Londres.

### L'amnistie
Bonaparte prend le pouvoir, qui promet l’amnistie aux émigrés. Jacques de Chambray se laisse séduire et rentre en France par la Hollande. Il arrive à Paris le 2 février 1802 et, le 26 avril, il est amnistié.             
Il revient aussitôt à Gouville que lui avait légué son frère Bernard (capitaine de cavalerie, 19 mai 1752 à Gouville, mort le 27 décembre 1797 à Loches). Il y retrouve sa famille demeurée en France pendant tout ce temps, sa femme et ses enfants.              
Le 8 mars 1804, il est nommé par l’empereur maire de Gouville ; il le reste jusqu’à sa mort en 1836.             

### Le retour à la vie civile
Dès son retour, Jacques de Chambray se passionne pour la reconstitution du patrimoine de la famille. C’est alors qu’il reconstruit l’église et restaure le presbytère. C’est lui aussi qui fait aménager le parc et construire les bâtiments d’exploitation et les murs d'enceinte. Il lègue à Gouville le site contemporain préservé par ses soins.                                          
Enfin, il est l'auteur d'une suite d'annales de la famille de Chambray.